# سایک-جی‌ام-ولینگ
سایک-جی‌ام-ولینگ (انگلیسی: SAIC-GM-Wuling) شرکت خودروسازی چینی است، که در سال ۲۰۰۲ تأسیس شد.